# Walter Opp
Walter Opp (* 30. Juli 1931 in Marktredwitz; † 25. Juni 2022 in Erlangen) war ein deutscher evangelischer Organist, Kirchenmusiker, Universitätsmusikdirektor und Hochschullehrer in Erlangen.

## Leben
Walter Opp, Sohn eines Pfarrers studierte von 1951 bis 1955 Kirchenmusik, Komposition und Evangelische Theologie in Erlangen, Berlin und Rom. Zu seinen Lehrern zählten Fritz Heitmann, Ernst Pepping und Fernando Germani. Opp wurde 1955 Assistent an der Kirchenmusikschule Bayreuth (heute Hochschule für Kirchenmusik in Bayreuth), bevor er seine erste Stelle in Kitzingen antrat. 1967 wurde er zum Kirchenmusikdirektor ernannt und wechselte als Stadtkantor nach Regensburg. 1973 wurde er als Landeskirchenmusikdirektor der Evangelischen Kirche von Kurhessen-Waldeck an die Kirchenmusikalische Fortbildungsstätte Schlüchtern berufen. Dort führte er ein vollständiges Ausbildungs-Angebot zur C-Prüfung (für nebenamtliche Kirchenmusiker) ein. 1981 wurde er Universitätsmusikdirektor an der Universität Erlangen-Nürnberg, Leiter des Instituts für Kirchenmusik und der erste Professor für Kirchenmusik an der theologischen Fakultät. Er führte zahlreiche zeitgenössische Werke auf, u. a. szenisch eine Kirchenoper von Benjamin Britten oder die Carmina burana von Carl Orff in Krakau. 1997 trat er in den Ruhestand. 1993 führte er zum Universitätsjubiläum in Bayreuth die Oper Argenore von Wilhelmine von Bayreuth auf. Er initialisierte den Orgelbauverein der Neustädter Kirche in Erlangen.

## Veröffentlichungen
- Handbuch der Kirchenmusikalischen Dienstes.
- Verzeichnis der Orgelvorspiele zu Evangelischen Gesangbuch. 1974.
- Die Pilgrimme auf Golgotha (Passionsoratorium von Johann Balthasar Kehl). Herausgabe 1996.
- Erlebnisse mit Georg Kempff. 2001.
- Handbuch der Kirchenmusik. 2002.